# Серый сорокопут
Се́рый сорокопу́т, или большой сорокопут, или большо́й серый сорокопу́т (лат. Lanius excubitor) — достаточно крупная певчая птица из семейства сорокопутовых. Гнездится в северной части Евразии и Северной Америки. Частично перелётный вид.

## Описание

### Внешний вид
Крупный сорокопут размером с дрозда-рябинника, с большой головой, короткими закруглёнными крыльями и достаточно длинным ступенчатым хвостом. Длина 23—28 см, размах крыльев 35—39 см, вес около 60—80 г. Верх чаще всего пепельно-серый, однако у отдельных подвидов он может быть как более светлым, так и тёмным. У восточных популяций спина имеет лёгкий буроватый оттенок. Щёки и подбородок, а также малозаметная узкая полоска над глазом белые. Через глаз от основания клюва до кроющих уха проходит широкая чёрная полоса, образуя подобие «маски». Плечевые белые или белёсые, крылья чёрные со светлым полем, образованным белыми основаниями первостепенных маховых. У некоторых популяций белое пятно на крыле также немного захватывает второстепенные маховые. Хвост округлый, чёрный с белыми каёмками. Низ белёсый, более тёмный на груди, у самок большинства подвидов с лёгким сероватым поперечным рисунком. У формы meridionalis, распространённой на Пиренейском полуострове и юге Франции, брюхо имет розоватый оттенок, как у чернолобого сорокопута; в настоящее время эта форма обычно выделяется в самостоятельный вид пустынный сорокопут. Клюв достаточно массивный, чёрный со светлым основанием; как и у других представителей семейства, имеет более длинное загнутое крючком надклювье. Радужина коричнево-бурая, ноги черноватые. Посадка прямая; сидя, часто подёргивает хвостом. Полёт волнообразный.
Самцы и самки имеют схожие размеры и в полевых условиях трудноотличимы. При детальном сравнении можно увидеть, что у самок нижняя часть тела более тёмная, с сероватым оттенком и обычно имеет волнистый серо-бурый поперечный рисунок. Белые отметины на крыльях и хвосте имеют меньшие размеры, однако это заметно лишь у летящей птицы. Только оперившиеся молодые птицы имеют сходство с молодыми чернолобыми сорокопутами: верхняя и нижняя части туловища покрыты густыми серыми и бурыми чешуйчатыми пестринами, кроющие и маховые крыла имеют охристые каёмки. У североамериканской формы borealis пестрины в верхней части тела чисто бурые, на груди и брюхе развиты отчётливые тёмные полосы. Взрослый наряд приобретается после первой весенней линьки.

### Голос
Песня самца состоит из коротких благозвучных трелей вперемежку с булькающими свистами, которую иногда интерпретируют как «ту-ту-крр-прии-прии» или «трр-турит…трр-турит…». В случае беспокойства, в частности при появлении на территории самца или самки того же вида, либо приближении крупного млекопитающего, издаёт продолжительный резкий свист, что-то вроде «жжеек». Для привлечения внимания самки самец часто комбинирует подобный свист с песней. При общении между собой птицы издают более мягкие свисты «трюю. т».

### Схожие виды
Пустынный сорокопут (Lanius meridionalis) ранее традиционно рассматривался в качестве подвида серого сорокопута. Он гнездится на юго-западе Европы (Пиренейский полуостров и Франция), в Северной Африке в районах, прилегающих к Сахаре, а также в полосе пустынь Средней Азии от Заволжья до Зайсана и Монголии. Этот вид населяет более засушливые биотопы, главным образом песчаные и глинистые пустыни, где встречается в саксаульниках и других участках с редкой древесной растительностью. В области пересечения ареалов серого и пустынного сорокопутов эти два вида не скрещиваются, хотя в прошлом веке возможно и давали совместное потомство.
Другие парапатричные родственники серого сорокопута — клинохвостый сорокопут (Lanius sphenocercus) с Дальнего Востока и американский жулан из Северной Америки. Более северный серый сорокопут симпатричен по отношению к обоим из этих видов в местах зимней миграции. Окраска всех этих форм, по всей видимости симплезиоморфная, имеет общие черты у двух более отдалённых родственников — у распространённого в области Сахель к югу от Сахары сероплечего сорокопута (Lanius excubitoroides) и обитателя бассейна реки Конго белобрового сорокопута (Lanius mackinnoni). Чернолобый сорокопут (Lanius minor) имеет заметные морфологические особенности, благодаря которым его достаточно легко отличить от серого. Этот вид, распространённый от Балкан к востоку до Туркестана и Алтая, имеет общие с большим сорокопутом участки ареала в Восточной Европе и Средней Азии. Вероятно, он ближе к мелким и агрессивным сорокопутам с яркой коричневой окраской, которых напоминает благодаря своей бейтсовской мимикрией.
Пустынный сорокопут отличается менее контрастным оперением, обычно более тёмным серым в верхней части и без пестрин в нижней, зато с отчётливым розоватым оттенком на брюхе и отчасти груди. Белая надглазничная полоса развита хорошо и соединяется в основании клюва. Полосатый рисунок почти не развит развит — он едва присутствует у самок и менее заметен у молодых. Клинохвостый сорокопут, ареал которого незначительно пересекается с серым в Приморье, заметно крупнее серого и имеет широкие белые полосы на плечах и крыльях, а также белые три пары боковых рулевых. Наибольшую трудность может вызвать определение американского жулана, который имеет аналогичный окрас оперения, но отличается более коротким относительно головы и полностью чёрным клювом. В английском языке его называют «большеголовым» (англ. loggerhead), что как раз указывает на пропорцию головы. Чернолобый сорокопут меньше размером и имеет более короткий хвост, толстую шею, короткий клюв и длинные, частично перекрывающие хвост, крылья. Маска у этого вида значительно шире, захватывает лоб и иногда переднюю часть темени. Белая надглазничная полоса отсутствует, грудь и брюхо имеют розоватый оттенок. Африканские виды населяют другие ландшафты, нигде не пересекаясь с серым сорокопутом. У сероплечего сорокопута не развиты белые пятна на плечах, у белобрового белые пятна (зеркала) на крыльях. Кроме того, у обоих этих видов отличный рисунок хвоста.

## Систематика

### История
Первым научным описанием вида принято считать определение, данное основоположником биноминарной номенклатуры Карлом Линнеем в 10-м издании его «Системы природы» в 1758 году. В этом труде автор охарактеризовал птицу как «сорокопута с клинообразной формы и с белыми каёмками хвостом, серой спиной, чёрными с белым пятном крыльями» (лат. L[anius] cauda cuneiformi lateribus alba, dorso cano, alis nigris macula alba). Это определение заменило более ранние, зачастую путаные описания, данные различными натуралистами. Так, сам Линней в своей более ранней рукописи «Fauna Svecica» записал вид как «голубого свиристеля с черноватыми крыльями и хвостом» (ampelis caerulescens, alis caudaque nigricantibus), у немецкого естествоиспытателя Иоганна Фриша (Johann Leonhard Frisch) он значится как «пепельно-серая сорока или большой сорокопут» (pica cinerea sive lanius major). Большинство авторов, на которых в своих работах ссылался Линней — Елеазар Альбин (Eleazar Albin), Улисс Альдрованди (Ulisse Aldrovandi), Джон Рэй (John Ray) и Френсис Уиллоуби (Francis Willughby) называли птицу lanius cinereus major, что приблизительно можно перевести как «большой серый сорокопут».
Оба родовое и видовое названия птицы имеют латинское происхождение. Слово lanius буквально переводится как «мясник», excubitor означает караульного, часового. Таким образом, полное научное название птицы можно перевести как «караульный мясник», что по мнению авторов отражает две особенности поведения сорокопута — поджидание добычи с высоты отдельно стоящего объекта и разрывание пойманной жертвы на части о колючки. Название lanius впервые появилось в работе швейцарского учёного-энциклопедиста Конрада Геснера. Линней присвоил птице видовое название excubitor, поскольку она, по его словам, «наблюдает за приближением ястребов и предупреждает о нём других певчих птиц».

### Эволюция
Серый сорокопут относится к роду сорокопутов семейства сорокопутовых. Последнее считается составной частью более обширной группы Corvoidea, имеющей статус надсемейства, наиболее древней среди четырёх надсемейств певчих птиц. Полагают, что ближайшими родственниками сорокопутовых являются врановые, то есть вороны и другие близкие к ним виды. Ископаемые данные представлены крайне скудно. Считается, что с большой долей вероятности древние представители семейства обитали в миоцене, даже с учётом того, что обнаруженный во Франции и заявленый как Lanius miocaenus вид может не только не принадлежать к роду Lanius, но и не относиться к сорокопутовым вовсе. Другая находка из позднего миоцена (около 6 млн лет назад), которую причисляют к роду Lanius, была обнаружена в районе венгерского города Полгарди (Polgárdi), однако её связь с современными видами остаётся невыясненной. Скорее всего, наследственная линия серого сорокопута является сестринской по отношению к линии обитающего в Африке сорокопута-прокурора. Судя по географическому распространению современных видов, центром радиации сорокопутов стала область в промежутке между Малой и Средней Азией. Вероятно, ко времени находки Полгарди линия серого сорокопута уже была отчётливо сформирована. Учитывая, что северные и африканские виды следовали правилу Бергмана, обнаруженные мелкие скелеты вряд ли могли принадлежать предку более крупного серого сорокопута.

## Распространение

### Ареал
Область распространения — зоны умеренного и субарктического климата северного полушария от лесотундр на севере до степей на юге. В общем случае гнездится в Евразии к югу до 50-й параллели, в Северной Америке к югу до 55-параллели. Исключение — горные районы Центральной Азии от Алтая до Тянь-Шаня, где граница гнездового ареала проходит значительно южнее в районе 42-й параллели. На севере обитает до 67—71° с. ш. (кроме восточной части Канады, где не встречается севернее 60-й параллели). Отсутствует в Исландии, на Британских островах, в районах, прилегающих к Средиземному морю (за исключением Пиренейского полуострова и Кипра), вероятно в Румынии, на Камчатке; во всех этих регионах отмечены лишь случайные залёты. В Швейцарии, Чехии и южной Германии небольшие популяции были отмечены в середине XX века, однако в настоящее время сорокопуты в этих областях отсутствуют.

### Характер пребывания
Подвид bianchii, распространённый на Сахалине и южных Курильских островах, является преимущественно оседлым. То же самое относится к той части номинативного подвида excubitor, которая распространена в тёплом морском климате Европы. Остальные популяции в холодное время года перемещаются на небольшое расстояние к югу и, как правило, зимуют в лесостепной и степной зоне.